# アンナバニア・メッロ
アンナバニア・メッロ（Anna Vania Mello、女性、1979年2月27日 - ）は、イタリアの元バレーボール選手。現役時代のポジションはミドルブロッカー。元イタリア代表。

## 来歴
1998年、イタリア代表に初選出される。同年11月の世界選手権、2000年のシドニー五輪などに出場した。2001年、欧州選手権で銀メダルを獲得すると、2002年にドイツで行われた世界選手権では金メダルを獲得した。
2009年に現役を引退した。

## 球歴
- オリンピック - 2000年
- 世界選手権 - 1998年、2002年
- 欧州選手権 - 1999年、2001年

## 所属クラブ
- Pol. Carminiano（1992-1993年）
- Andra Lingerie Trani（1993-1995年）
- Jogging Volley Altamura（1995-1996年）
- Pallavolo Femminile Matera（1996-2000年）
- ベルガモ（2000-2002年）
- CVテネリフェ（2002-2003年）
- アシステル・ノヴァーラ（2003-2004年）、（2007-2008年）
- GSOヴィッラ・コルテーゼ（2008-2009年）